# Червень 2005
Червень 2005 — шостий місяць 2005 року, що розпочався у середу 1 червня та закінчився у четвер 30 червня.

## Події
- 1 червня — прем'єр-міністром Франції став Домінік де Вільпен.
- 2 червня — понад 60 % проголосували на референдумі в Нідерландах висловилися проти Європейської конституції.
- 5 червня — швейцарці на референдумі схвалили приєднання до Шенгенської угоди.
- 14 червня — на Олімпійському стадіоні в Афінах ямайський спринтер Асафа Пауелл (англ. Asafa Powell) встановив новий світовий рекорд у бігу на 100 метрів — 9,77 сек. Пауелл перевершив рекорд американця Тіма Монтгомері (англ. Tim Montgomery) на одну соту секунди.
- 29 червня — переможцем Кубку конфедерацій 2005 року стала збірна Бразилії.